# Elliston-Lafayette
Elliston-Lafayette és una concentració de població designada pel cens dels Estats Units a l'estat de Virgínia. Segons el cens del 2000 tenia 1.241 habitants.

## Demografia
Segons el cens del 2000, Elliston-Lafayette tenia 1.241 habitants, 489 habitatges, i 348 famílies. La densitat de població era de 259 habitants per km².
Dels 489 habitatges en un 33,9% hi vivien nens de menys de 18 anys, en un 49,7% hi vivien parelles casades, en un 15,1% dones solteres, i en un 28,8% no eren unitats familiars. En el 23,7% dels habitatges hi vivien persones soles el 9,4% de les quals corresponia a persones de 65 anys o més que vivien soles. El nombre mitjà de persones vivint en cada habitatge era de 2,53 i el nombre mitjà de persones que vivien en cada família era de 2,97.
Per edats la població es repartia de la següent manera: un 27,2% tenia menys de 18 anys, un 9,3% entre 18 i 24, un 31,5% entre 25 i 44, un 21,2% de 45 a 60 i un 10,8% 65 anys o més.
L'edat mediana era de 35 anys. Per cada 100 dones de 18 o més anys hi havia 89,5 homes.
La renda mediana per habitatge era de 34.643 $ i la renda mediana per família de 37.266 $. Els homes tenien una renda mediana de 22.479 $ mentre que les dones 23.333 $. La renda per capita de la població era de 13.785 $. Entorn del 8,6% de les famílies i el 12,9% de la població estaven per davall del llindar de pobresa.

## Poblacions properes
El següent diagrama mostra les poblacions més properes.